# Seznam malih grup
Seznam malih grup vsebuje končne grupe, ki imajo majhen red glede na grupni izomorfizem.

## Nekaj izrazov
Dodajamo nekaj izrazov in oznak, ki so uporabljene v spodnjih preglednicah:
- Zn je ciklična grupa reda n
- Dihn je diedrska grupa reda 2n, uporabljajo se tudi oznake Dn ali D2n
- Sn je simetrijska grupa stopnje n, vsebuje n! permutacij n elementov
- An pomeni alternirajoča grupa stopnje n, vsebuje n!/2 parne permutacija n elementov.
- Dicn je diciklična grupa reda 4n

Oznaki Zn in Dihn imata ugodnost, da točkovni grupi v treh razsežnostih Cn in Dn nimata iste oznake. 
Oznaka G × H pomeni neposredni produkt dveh grup. Oznaka Gn pomeni neposredni n-kratni produkt grupe s seboj. Oznaka G {\displaystyle \rtimes } H pomeni polneposredni produkt kjer deluje H na G.

## Seznam malih Abelovih grup
| red | grupa                                        | podgrupe                                       | lastnosti                                                                                        | ciklični graf |
| --- | -------------------------------------------- | ---------------------------------------------- | ------------------------------------------------------------------------------------------------ | ------------- |
| 1   | trivialna grupa = Z1 = S1 = A2               | -                                              | različne lastnosti vzdržujejo trivialnost                                                        |               |
| 2   | Z2 = S2 = Dih1                               | -                                              | enostavna, najmanjša netrivialna grupa                                                           |               |
| 3   | Z3 = A3                                      | -                                              | enostavna                                                                                        |               |
| 4   | Z4                                           | Z2                                             |                                                                                                  |               |
| 4   | Kleinov četverček = {{nowrap\|Z2 × Z2 = Dih2 | Z2 (3)                                         | najmanjša neciklična grupa                                                                       |               |
| 5   | Z5                                           | -                                              | enostavna                                                                                        |               |
| 6   | Z6 = Z3 × Z2                                 | Z3 , Z2                                        |                                                                                                  |               |
| 7   | Z7                                           | -                                              | enostavna                                                                                        |               |
| 8   | Z8                                           | Z4 , Z2                                        |                                                                                                  |               |
| 8   | Z4 × Z2                                      | Z2, Z4 (2), Z2 (3)                             |                                                                                                  |               |
| 8   | Z23                                          | Z2 (7) , Z2 (7)                                | nenevtralni elementi odgovarjajo nenevtralnim točka v Fanovi ravnini, Z2 × Z2 podgrupe do premic |               |
| 9   | Z9                                           | Z3                                             |                                                                                                  |               |
| 9   | Z32                                          | Z3 (4)                                         |                                                                                                  |               |
| 10  | Z10 = Z5 × Z2                                | Z5 , Z2                                        |                                                                                                  |               |
| 11  | Z11                                          | -                                              | enostavna                                                                                        |               |
| 12  | Z12 = Z4 × Z3                                | Z6 , Z4 , Z3 , Z2                              |                                                                                                  |               |
| 12  | Z6 × Z2 = Z3 × Z2                            | Z6 (3), Z3, Z2 (3), Z2                         |                                                                                                  |               |
| 13  | Z13                                          | -                                              | enostavna                                                                                        |               |
| 14  | Z14 = Z7 × Z2                                | Z7 , Z2                                        |                                                                                                  |               |
| 15  | Z15 = Z5 × Z3                                | Z5 , Z3                                        | množenje nimberjev 1,...,15                                                                      |               |
| 16  | Z16                                          | Z8 , Z4 , Z2                                   |                                                                                                  |               |
| 16  | Z24                                          | Z2 (15), Z2 (35) , Z23 (15)                    | seštevanje nimberjev 0,...,15                                                                    |               |
| 16  | Z4 × Z2                                      | Z2 (7) , Z4 (4) , Z2 Z2 (7) , Z23, Z4 × Z2 (6) |                                                                                                  |               |
| 16  | Z8 × Z2                                      | Z2 (3) , Z4 (2) , Z2, Z8 (2) , Z4 × Z2         |                                                                                                  |               |
| 16  | Z42                                          | Z2 (3), Z4 (6) , Z2, Z4 × Z2 (3)               |                                                                                                  |               |

## Seznam neabelovih grup
| red | grupa                                      | podgrupa                                             | lastnosti | ciklični graf |
| --- | ------------------------------------------ | ---------------------------------------------------- | --- | ------------- |
| 6   | S3 = Dih3                                  | Z3 , Z2 (3)                                          | najmanjša neabelova grupa |               |
| 8   | Dih4                                       | Z4, Z2 (2) , Z2 (5)                                  | |               |
| 8   | kvaternionska grupa, Q8 = Dic2             | Z4 (3), Z2                                           | najmanjša Hamiltonova grupa; najmanjša grupa, ki kaže, da so lahko vse podgrupe normalne podgrupe ne da bi bile grupe Abelove; najmanjša grupa G kaže, da za normalno podgrupo H grupa kvocientov G/H ni nujno, da je izomorfna s podgrupo G |               |
| 10  | Dih5                                       | Z5 , Z2 (5)                                          | |               |
| 12  | Dih6 = Dih3 × Z2                           | Z6 , Dih3 (2) , Z2 (3) , Z3 , Z2 (7)                 | |               |
| 12  | A4                                         | Z2 , Z3 (4) , Z2 (3)                                 | najmanjša grupa, ki kaže, da grupa nima vedno podgrupe z redom, ki deli red grupe, ne pa podgrup z redom 6 (glej Lagrangeev izrek in izrek Sylowa.)                                                                                          |               |
| 12  | Dic3 = Z3 {\displaystyle \rtimes } Z4      | Z2, Z3, Z4 (3), Z6                                   | |               |
| 14  | Dih7                                       | Z7, Z2 (7)                                           | |               |
| 16  | Dih8                                       | Z8, Dih4 (2), Z2 (4), Z4, Z2 (9)                     | |               |
| 16  | Dih4 × Z2                                  | Dih4 (2), Z4 × Z2, Z23 (2), Z2 (11), Z4 (2), Z2 (11) | |               |
| 16  | posplošena kvaternionska grupa, Q16 = Dic4 |                                                      | |               |
| 16  | Q8 × Z2                                    |                                                      | Hamiltonova grupa |               |
| 16  | kvazidiedrska grupa reda 16                |                                                      | |               |
| 16  | modularna grupa reda 16                    |                                                      | |               |
| 16  | Z4 {\displaystyle \rtimes } Z4             |                                                      | |               |
| 16  | grupe, ki jih generirajo Paulijeve matrike |                                                      | |               |
| 16  | G4,4 = Z2 {\displaystyle \rtimes } Z4      |                                                      | |               |